# Awerkij Honczarenko
Awerkij Matwijowycz Honczarenko (ukr. Аверкій Гончаренко, ur. 10 października?/22 października 1890 we wsi Daszczenki w powiecie łochwickim guberni połtawskiej, zm. 12 kwietnia 1980 w USA) – ukraiński wojskowy, dowódca w bitwie pod Krutami.

## Życiorys
W 1912 ukończył z odznaką junkierską szkołę piechoty w Czuhujewie, służył w pułku gwardii Armii Imperium Rosyjskiego. Walczył w czasie I wojny światowej jako dowódca batalionu, w stopniu kapitana. Odznaczony za odwagę Krzyżem św. Jerzego z Mieczami.
W 1917 był wykładowcą kijowskiej szkoły chorążych, w styczniu 1918 dowódcą pierwszego kurenia w Junackiej Szkole Wojskowej im. Bohdana Chmielnickiego. Dowodził wojskami ukraińskimi w bitwie pod Krutami.
W 1918 był komendantem wojskowym guberni podolskiej, w 1919 szefem kancelarii Symona Petlury. Po wojnie osiadł w Małopolsce Wschodniej, był ukraińskim działaczem spółdzielczym.
W 1943 wstąpił do 14 Dywizji Grenadierów SS, kierował szkoleniem żołnierzy w pułku zapasowym.
Po II wojnie światowej wyemigrował do USA, gdzie zmarł. Przez rząd emigracyjny Ukraińskiej Republiki Ludowej awansowany do stopnia pułkownika.
Autor wspomnienia o bitwie pod Krutami opublikowanego po raz pierwszy w 1938 w Warszawie przez pismo „Za Derżawnist”.